# Retardo de red

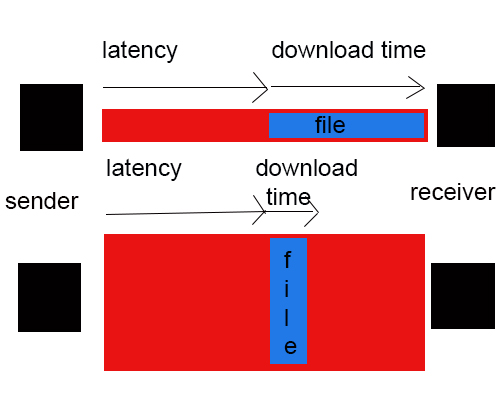
Fig.1 Ejemplo de retardo de red en función del ancho de banda.

Retardo de red, también retraso de red, en ciencias de la computación, es un parámetro importante en el diseño y caracterización de una red de telecomunicaciones. El retardo de red especifica cuánto tiempo tarda un bit de datos para viajar a través de la red desde un nodo origen a uno final. Su unidad de medida son los segundos.

## Propiedades
El retardo o retraso total de red se puede dividir en diferentes partes :
- Retardo de proceso: tiempo necesario para procesar las cabeceras de los paquetes de datos que es donde se encuentran los campos de direcciones origen y final.
- Retardo de cola: tiempo que tarda el paquete en buffer de memoria o memoria intermedia.
- Retardo de transmisión: tiempo que tarda el circuito en emitir (en forma eléctrica, óptica, ultrasonidos...) los datos.
- Retardo de propagación:  tiempo que tarda en llegar al otro lado del medio (depende del tipo cable, fibra óptica...).